# Cerradura para equipaje

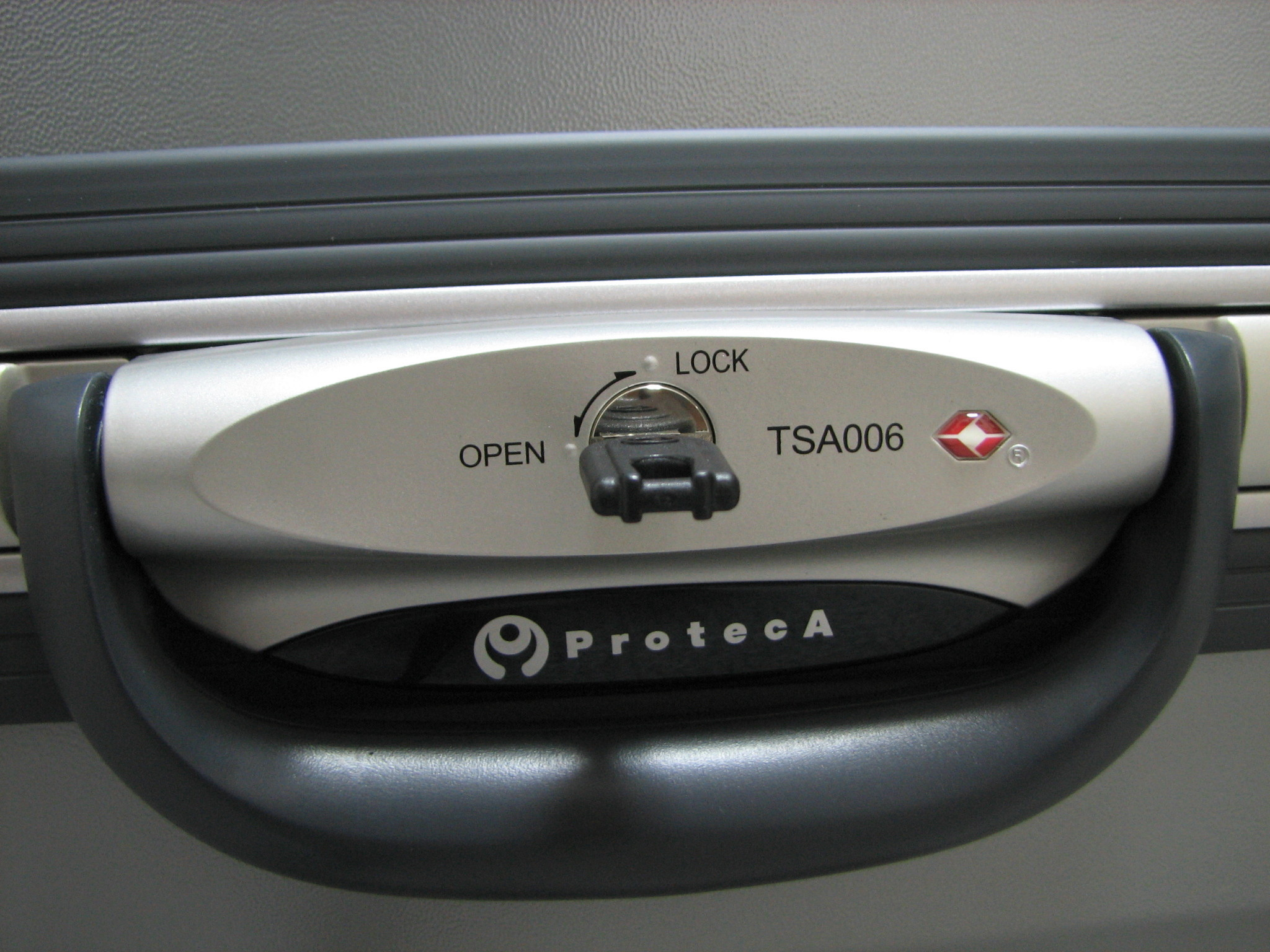
Cerradura TSA incorporada a una maleta usando el estándar Travel Sentry

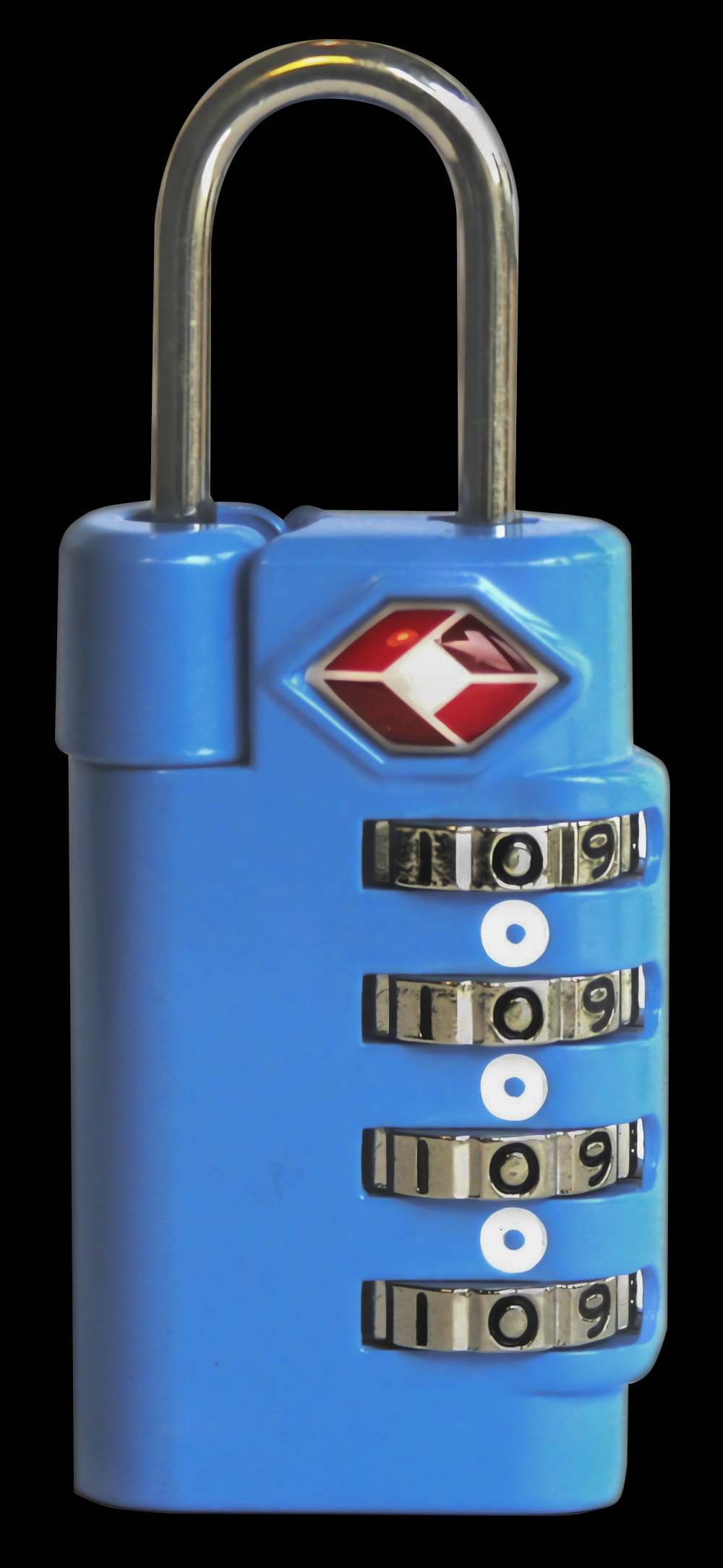
Candado combinado con el sistema de cerradura Travel Sentry TSA

Una cerradura para equipaje es una cerradura usada para evitar que el equipaje se abra por accidente, por lo general con poca o ninguna seguridad, aunque pueden servir como método disuasorio para posibles ladrones. Pueden estar integrados en el equipaje, o pueden ser cerraduras externas como un candado o correas con cierre. Por lo general, son bloqueos de baja seguridad relativamente simples.

## Seguridad
Las cerraduras para equipaje son típicamente cerraduras de baja seguridad. Los arcos metálicos tienen un diámetro pequeño y son fáciles de cortar con cortadores de pernos o equipos similares. Las cerraduras para equipaje basadas en un cerrojo de vaso de pestillo usualmente usan solo tres o cuatro pines, haciéndolos susceptibles a ser forzados, incluso con herramientas tan simples como un clip doblado.

## TSA aceptación
En los Estados Unidos, Administración de Seguridad en el Transporte (TSA) requiere acceso al equipaje sin que el pasajero esté presente, para permitir que los viajeros bloqueen su equipaje, han aceptado ciertas cerraduras que pueden abrir y volver a bloquear. La TSA recomienda que se utilicen cerraduras aceptadas por TSA, ya que el equipaje bloqueado con otros métodos debe abrirse a la fuerza para ser inspeccionado.
Las autoridades pueden abrir cerraduras de equipaje aceptadas por la TSA utilizando llaves "maestras" universales conocidas públicamente. Las cerraduras que usan este sistema se producen para cumplir con los estándares establecidos por Travel Sentry. Según el acuerdo con la TSA, es Travel Sentry el que establece los estándares para estos bloqueos y aprueba cada diseño. Cada cerradura con la marca de identificación de Travel Sentry (diamante rojo) es aceptada por la TSA.
Algunos bloqueos aceptados por TSA tienen un indicador que aparecerá en rojo si se abre con una llave maestra, por lo que el propietario sabrá que se ha accedido a su bolsa.